# Xbox 360
Xbox 360'eren er den anden videospilkonsol produceret af Microsoft og blev udviklet i samarbejde med IBM ATI og SiS. Den integrerede Xbox Live-service giver spillere adgang til at konkurrere online og downloade indhold som arkadespil, spildemoer, trailere, TV-programmer og film. Xbox 360'eren er efterfølgeren til Xbox'en og konkurrerer med Sonys PlayStation 3 og Nintendos Wii som en del af den syvende generation for videospilkonsoller.
Xbox 360'eren blev offentligtgjort på MTV den 12. maj 2005, med en detaljeret præsentation og spilinformationer blev senere den måned præsenteret på Electronic Entertainment Expo (E3). Konsollen blev udsolgt lige efter den blev lanceret i alle regioner bortset fra Japan, og den 25. april 2008 var 19 millioner enheder blevet solgt verden over af Microsoft. Xbox 360'eren findes i tre forskellige versioner: "Arcade-konsollen, Elite-konsollen Slimline-konsollen". Elite-konsollen og Slimline-konsollen har samme spil og tilbehør. Arcade-konsollen har sine egne spil og sit eget tilbehør.
Xbox 360'ens afløser, Xbox One, blev annonceret den 21. maj 2013.

## Overblik

### Udvikling
I løbet af udvikling af konsoller som Xenon, Xbox 2, Xbox FS, Xbox Next og NextBox fandt man tidligt i år 2003 på at lave Xbox 360'eren. I februar 2003 begyndte planlægningen for Xenon-software platform, og det blev styret af Microsoft's vicepræsident J Allard. Samme måned havde Microsoft ved ét tilfælde 400 udviklere i Bellevue, Washington til at hverve støtte for systemet. I den måned meldte Peter Moore, som er den tidligere præsident for Sega i Amerika, sig også til Microsoft. Den 12. august 2003 skrev ATI kontrakt om at producere grafikprocesenheden til den nye konsol, en aftale som offentligt blev meddelt to dage senere. Den følgende måned blev IBM enig med Microsoft om at udvikle triple-core-CPU'en til konsollen. Før lancering af Xbox 360'eren var adskillige alpha-udviklere blevet set bruge Apple's Power Mac G5-hardware. Dette var på grund af, at systemets PowerPC 970-processor brugte den samme PowerPC-arkitektur, som Xbox 360'eren til sidst ville bruge under IBM's Xenon-processor.

### Lancering
Xbox 360'eren blev udgivet den 22. november 2005 i USA og Canada, 2. december 2005 i Europa og 10. december 2005 i Japan. Den blev først senere udgivet i Malaysia, Mexico, Colombia, Sydkorea, Hong Kong, Singapore, Taiwan, Australien, New Zealand, Sydafrika, Chile, Indien, Brasilien, Polen, Tjekkiet og Rusland. Microsoft har yderligere meddelt udgivelser i Ungarn og Slovakiet, og på Filippinerne. I 360'erens første år på markedet blev systemet udgivet i 36 lande, som var flere lande end nogen anden konsol nogensinde er blevet lanceret i på et enkelt år. På grund af sin tidlige lancering blev Xbox 360 udgivet et år før PlayStation 3 og Wii.

## Nuværende modeller
Forord
Alle nuværende Xbox 360 Arcade modeller og Elite modeller på markedet er baseret på Jasper bundkortet, hvilket har en HDMI port, en forbedret GPU heat sink og en CPU og GPU som er baseret på 65 nm fremstillingsproces, som gør, at konsollen bruger mindre strøm, udleder mindre varme og har et lavere støjniveau. Det nye Jasper bundkort skulle efter sigende eliminere de meget omtalte tekniske problemer, som konsollen har været præget af.

### Xbox 360 Arcade
Xbox 360 Arcade er efterfølgeren af Core-udgaven. Pakken indeholder en hvid Xbox 360 uden harddisk (Harddisk kan købes separat), 256 MB hukommelse (Indbygget på bundkortet), en trådløs controller, samt fem Xbox Arcade spil og en introduktionsvideo. Arcade-udgaven har et HDMI stik. (HDMI kabel samt headset købes separat).

### Xbox 360 Elite
Xbox 360 Elite er den anden af de to version på markedet, og den dyreste udgave af konsollen. Den er unik på den måde, at den inkluderer en 120 GB harddisk, og har et mat sort finish. Elite retailpakken inkluderer også et HDMI-kabel, en sort controller og et sort headset, der matcher konsollens sorte finish. Andet mat sort tilbehør kan også købes. Den 27. marts 2007 bekræftede Microsoft, at konsollen ville blive permanent udgivet i USA den 29. april 2007, i Canada den 4. maj 2007, i Europa den 24. august 2007 og i Australien den 30. august, og ikke i en "limited edition" version, som oprindeligt antaget.
Nogle kritikere har bemærket valget at bruge HDMI 1.2a specifikationen i stedet for den nyere 1.3. Microsoft har udtalt, at de stadig ikke forsøger at sælge Xbox 360 Elite til eksisterende brugere, men til dem, der endnu ikke har benyttet sig af Xbox 360 spillemarkedet; derfor vil alt på Xbox Live Marketplace stadig blive optimeret til Xbox 360 Premiums 20 GB harddisk.

## Udgåede modeller

### Xbox 360 Core
Xbox 360 Core er indgangsniveauet for Xbox 360-serien. Den var oprindeligt ikke tilgængelig i Japan, men var senere udgivet den 2. november 2006. I Australien, New Zealand og Mexico blev en fjernbetjening inkluderet som erstatning for Xbox Live headsettet i Xbox 360 pakken. Den samme fjernbetjening blev også inkluderet i en kort periode ved lanceringen i den standard hvide udgave. Core-systemet kommer med kabler til sammensat video (composite), der kun kan afvikle SDTV opløsninger. Xbox 360 Core kan afvikle signaler helt op til 1080p, når den er forbundet med separate komponent- eller VGA-kabler.
Xbox 360 core har ingen HDMI-udgang, og blev solgt uden harddisk, samt at der fulgte en Wired xbox 360 controller med.
Xbox 360 Core er senere blevet afløst af Arcade-udgaven

### Xbox 360 Pro/Premium
Xbox 360 Pro/Premium, var også tilgængelig ved lanceringen, og inkluderede alle funktionerne fra Xbox 360 Core. Xbox 360 Pro/Premium inkluder også en aftagelig 20/60 GB harddisk til at gemme Xbox Live Arcade spil, spildemoer, Xbox Live Marketplace video og trailere, understøttelse for tidligere Xbox spil og for at gemme spildata. Den inkluderede harddisk kommer med forudgemte spildemoer, videoklip og et gratis Live Arcade spil, Hexic HD (disse kan ikke blive gendannet, hvis brugeren vælger at slette dem fra drevet). Xbox 360 Pro/Premium inkluderer også en trådløs Xbox 360 controller, et Xbox 360 headset, mens nogle regioner inkluderede en Xbox fjernbetjening og forudbetalt 12 måneders abonnement til Xbox Live Gold. I juli 2007 begyndte denne version af Xboxen at dukke op med Zephyr bundkortet, der inkluderer HDMI output og en forbedret GPU heat sink. Konsollens indpakning viser HDMI logoet for at reflektere denne tilføjelse.

## Hardware specifikationer
- CPU 3.2 GHz PowerPC Xenon med 3 kerner
- 500 MHz ATI processor til højopløselig grafik.
- 512 MB GDDR3 systemhukommelse
- DVD-ROM drev
- 3 USB 2.0 porte
- 2 slots til hukommelsesenheder

## Funktioner i Xbox 360
Xbox 360 har mange indbyggede funktioner, meget af dette omhandler Microsofts bud på online konsolfunktioner, nemlig Xbox Live. Xbox Dashboard lader brugeren browse forskellige paneler som Xbox Live, musik, konsolindstillinger, konsollens harddisk og/eller andre tilsluttede enheder.
Gennem denne Live-funktion er der mulighed for at tilmelde sig en tjeneste, så man kan lade sine venner se dels om man er tilsluttet, hvilket spil man i givet fald er i gang med og hvilken rangering man har.
I det maskinen kan tilslutte internettet kan man hente opdateringer til konsollen og sine spil, samt demoversioner af nye spil.
Xbox 360 er forberedt på tilslutning med en PC/Media Center, og den har mulighed for trådløse gamepads direkte fra kassen.

## Marketplace
Marketplace er et sted, hvor Xbox-ejere med en internetforbindelse kan se de nyeste trailere og spille de nyeste demoer til spil. Det er gratis og kræver kun man sætter sin Xbox til internettet, Det som også kaldes Silver. Gold brugere betaler enten for 1 mdr. – kr 59,00. 3 mdr. – kr 159,00. eller 12 mdr. – kr 499,00. af gangen. Gold brugere har mulighed for at bruge facebook og twitter, samt spille online. Marketplace har sin egen valuta der hedder Microsoft Points. Disse kan man købe i kortform i spilbutikker eller med diverse kreditkort. De Bruges oftes til at købe nyt indhold til sine spil, og til at købe de såkalde arcade spil. Det er også muligt at leje film direkte fra sin xbox 360, i det nye faneblad Zune. de lejede film kan enten streames eller downloades ned på harddisken og ses i HD-kvalitet (normal opløsning er også tilgængelig).